# 332 Siri
332 Siri este un asteroid din centura principală, descoperit pe 19 martie 1892, de Max Wolf.